# Aldan (stad)
Aldan (ryska Алдан, uttalas [ɐlˈdan], jakutiska Алдан) är en stad i delrepubliken Sacha i Ryssland. Folkmängden uppgick år 2015 till lite mer än 21 000 invånare.